# Brachiaria villosa
Brachiaria villosa là một loài thực vật có hoa trong họ Hòa thảo. Loài này được (Lam.) A.Camus mô tả khoa học đầu tiên năm 1922.